# Szwecja w Konkursie Piosenki Eurowizji Junior
Szwecja w Konkursie Piosenki Eurowizji Junior zadebiutowała w 2003 roku. Początkowo udziałem kraju w konkursie zajmował się szwedzki nadawca publiczny Sveriges Television (SVT), jednak w 2006 roku po złych wynikach w konkursie zadecydowano oddać udział w ręce stacji TV4, która zajmowała się udziałem kraju w latach 2006–2007 i 2009.
Najwyższym wynikiem kraju w konkursie jest trzecie miejsce, które w 2006 zajęła Molly Sandén z piosenką „Det finaste någon kan få”

## Historia Szwecji w Konkursie Piosenki Eurowizji Junior

### Konkurs Piosenki Eurowizji Junior 2003
Szwecja była jednym z krajów który zadebiutował w 1. Konkursie Eurowizji Junior w Kopenhadze. 4 października odbył się finał preselekcji Lilla Melodifestivalen 2003, preselekcje poprowdzili Victoria Dyring i Per Sinding-Larsen. Finał preselekcji wygrał zespół The Honeypies zdobywając łącznie 82 punkty w głosowaniu jurorów i telewidzów. W skład zespołu wchodzi 11-letnia Julia Urbán oraz 10-letnia Rebecca Laakso. Łącznie oddano aż 1300 głosów.
15 listopada zespół wystąpił jako czternasty w kolejności startowej finału konkursu i zdobył 12 punktów, co przełożyło się na 15. miejsce na szesnaście uczestniczących krajów.

### Konkurs Piosenki Eurowizji Junior 2004
9 października odbyły się szwedzkie eliminacje Lilla Melodifestivalen 2004 do 2. Konkursu Piosenki Eurowizji Junior, podczas których wystąpiło dziesięciu uczestników: Limelights  („Varför jag?”), Erik Nielsen  („Oh la la”), Ville Blomgren  („Min gröna ö”), Reggae Boyz  („Shabalabala polarn”), ReLi  („När Jag åker moped”), (Yazmina  „Jag vill veta nu”), Sisters  („Sjörövarvisan”), Girlzz  („Förstå”), Jessica & Karin  („Att ha en vän”), JaP  („Min vän”).
Finał preselekcji wygrał zespół Limelights tworzony przez 12-letnie Liselotta Östblom i Anna Jalkéus z utworem Varför Jag, zdobywając łącznie 82 punkty w głosowaniu jury i telewidzów. 20 listopada 2004 roku wokalistki wystąpiły w finale konkursu w Lillehammer. Zaśpiewały jako szesnaste w kolejności startowej, zajmując 15. miejsce z dorobkiem 8 punktów.

### Konkurs Piosenki Eurowizji Junior 2005
7 października odbył się finał preselekcji Lilla Melodifestivalen 2005 do 3. Konkursu Piosenki Eurowizji Junior rezgrywanego w Hasselt. Nadesłano aż 1400 piosenek. W finale preselekcji wystąpiło dziesięcioro uczestników: M+  („Gränslös kärlek”), Julia  („Jag vill inte förklara”), Ana  („Dansa är OK”), Lu.Ke  („Hela världen snurrar”), My  („Mamma förlåt”), Nathalie  („Utan dig”), LaLi  („Du får ta mitt hjärta”), Ida & Jessie  („Coola bruda”), Alex & William  („Vill du bli min tjej”), Ludde  („Håkan Kråkan”).
Decyzją jurorów i telewidzów wygrała grupa M+ z piosenką „Gränslös Kärlek”. W skład grupy wchodzą 15-letnie Maria Chabo i Maria Josefson. 26 listopada wystąpiły szóste w kolejności startowej i zajęły 15. miejsce z dorobkiem 22 punktów. 3 marca 2006 ujawniono, że finał konkursu odnotował oglądalność na poziomie 1 mln widzów.

### Konkurs Piosenki Eurowizji Junior 2006
W czerwcu szwedzki nadawca Sveriges Television AB (SVT) wycofał się z udziału w konkursie. Udział w konkursie przejął wówczas komercyjny nadawca TV4. 29 czerwca ogłoszono, że finał krajowych preselekcji Stage Junior odbędzie się 31 sierpnia. W finale preselekcji Stage Junior do 4. Konkursu Piosenki Eurowizji Junior wystąpiło sześcioro uczestników: Karin Aldheimer i Viktor Abrahamsson  („Svartvitt”), Sally Johansson Frisell  („Nu vet jag battre”), Sanna Johansson  („Jorden runt”), Nadja Juslin  („Tusen rosor”), Sebastian Krantz  („Ta tag i situationen”), Molly Sanden („Det finaste någon Kan Få”), George Shaid  („Karlek”), Bianca Wahlgren Ingrosso i Malin Eriksson  („Kan det bli vi två”).
Finał wygrała preselekcji wygrała 14-letnia Molly Sandén z piosenką „Det finaste någon Kan Få”. Zaśpiewała dziesiąta w kolejności startowej i zajęła 3. miejsce zdobywszy 116 punktów. Jest to najlepszy wynik w historii udziału Szwecji.

### Konkurs Piosenki Eurowizji Junior 2007
31 sierpnia szwedzki nadawca TV4 zorganizował preselekcje Stage Junior do 5. Konkurs Piosenki Eurowizji Junior, który zostanie rozegrany w Rotterdamie. W finale preselekcji wystąpiło sześcioro uczestników: Felicia Varvne  („Upp och ner”), Rufus  („Superhjälte”), Frida Sandén  („Nu Eller Aldrig”), Markus Sjöstrand  („Utan Dig”), 2 Times 2  („Superstar”), Wendela Palmgren  („En Som Dig”), Emmalisa Norrhamn  („Bara Du Kan”),  („Ta Min Hand”). Finał preselekcji wygrała 13-letnia Frida Sandén, młodsza siostra Molly Sandén, otrzymując 16,5% głosów. W konkursie piosenkarka wystąpiła trzynasta w kolejności i zajęła 8. miejsce zdobywając łącznie 83 punkty.

### Konkurs Piosenki Eurowizji Junior 2008: Brak udziału
Szwedzki nadawca TV4 wycofał się z udziału w 6. Konkursie Piosenki Eurowizji Junior, ale wyraził chęci na powrót za rok.

### Konkurs Piosenki Eurowizji Junior 2009
Szwedzki nadawca TV4 powrócił po roku przerwy i zdecydował, że reprezentantką kraju została 14-letnia Mimi Sandén, która została wybrana wewnętrznie. Wybrany utwór „DU” został napisany i skomponowany przez samą wokalistkę oraz Alexandera Kronlunda i Ali Payami. 21 listopada wystąpiła pierwsza w kolejności w 7. Konkursie Piosenki Eurowizji Junior organizowanego w Kijowie. Zajęła 6. miejsce z dorobkiem 68 punktów na koncie.

### Konkurs Piosenki Eurowizji Junior 2010
9 kwietnia nadawca TV4 zdecydował, że wycofuje się z 8. Konkursu Piosenki Eurowizji Junior. 28 lipca Europejska Unia Nadwców potwierdziła, że Szwecja weźmie udział w konkursie z ramienia nadawcy SVT. Na reprezentantkę kraju została wybrana wewnętrznie 13-letnia Josefine Ridell z utworem „Allt jag vill ha”. 20 listopada 2010 roku odbył się finał konkursu, Josefine wystąpiła szósta w kolejności i zajęła 9. miejsce z dorobkiem 48 punktów, w tym najwyższą notę 8 punktów od Belgii.

### Konkurs Piosenki Eurowizji Junior 2011
11 października 2011 roku szwedzki nadawca Sveriges Television (SVT) ogłosił, że 15-letni Erik Rapp będzie reprezentował Szwecję w 9. Konkursie Piosenki Eurowizji Junior z utworem „Faller, skomponowanym i napisanym przez samego piosenkarza i Johan Jamtberga oraz Mikael Gunnerasa”. Piosenkarz wystąpił jedenasty w kolejności startowej, zajął 9. miejsce na trzynaście uczestniczących państw z 57 punktami.

### Konkurs Piosenki Eurowizji Junior 2012
W 2012 roku nadawca Sveriges Television (SVT) postanowił wznowić preselekcje Lilla Melodifestivalen 2012 do 10. Konkursu Piosenki Eurowizji Junior. 6 czerwca odbył się finał preselekcji, o wynikach decydowało jury w składzie: Christer Björkman, Carolina Noren i Jan Lundqvist. W preselekcjach rywalizowało ośmioro uczestników: Lis Ajax  („Allt som jag har”), Moa Metz, Kajsa Metz i Thilda Unnerstam  („Oemotstandling”), Saga Pedersen  („Om du var min”), Mathilda Windstrom  („Hellre utan dig”), Ida Wachsberger  („Svarta Molnet”), Felicia Varnas  („Mitt Liv”), Lova Sonnerbo  („Miit Mod”), Teddi Hernqvist  („Vi drar till New York”).
Finał preselekcji wygrała 13-letnia Lova Sönnerbo z utworem „Miit Mod”. 1 grudnia wokalistka wystąpiła jako druga w kolejności w finale konkursu w Amsterdamie. Zajęła 6. miejsce na dwanaście uczestniczących państw, zdobywając 70 punktów.

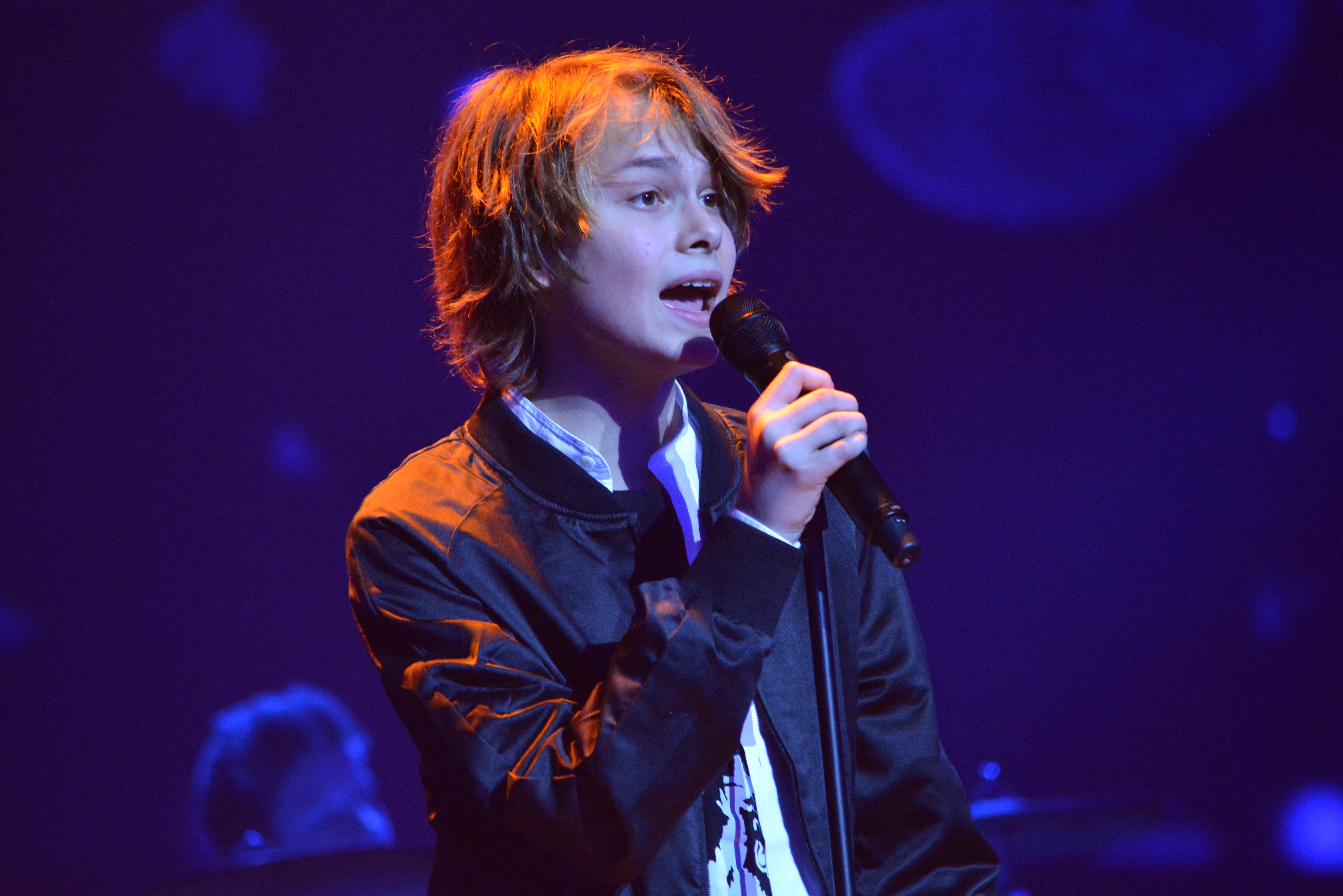
Elias Elfström w Kijowie

### Konkurs Piosenki Eurowizji Junior 2013
6 czerwca 2013 roku odbyły się preselekcje Lilla Melodifestivalen 2013 do 11. Konkursu Piosenki Eurowizji Junior, w których rywalizowało ośmioro uczestników: Tilda Anvemyr  („För alltid”), Rami Style  („Nivå från topp till tå”), Klara Sundin  („Jag är en ros”), Elias Elffors Elfström  („Det är dit vi ska”), Mimmi & Märta  („Var dej själv!”), Mazan Awad  („Kämpa”), Mathilda Lindström  („Lycka”), Vilhelm Buchaus  („För alltid och en dag”).
Decyzją komisji jurorskiej w składzie: Christer Björkman, Carolina Noren i Jan Lundqvist finał preselekcji wygrał 13-letni Elias Elffors Elfström z utworem „Det är dit vi ska”. 30 listopada wystąpił w finale konkursu rozgrywanego w Kijowie. Wokalista wystąpił pierwszy w kolejności i zajął 9. miejsce z dorobkiem 46 punktów.

### Konkurs Piosenki Eurowizji Junior 2014
6 czerwca 2014 roku odbyły się preselekcje Lilla Melodifestivalen 2014 do 12. Konkursu Piosenki Eurowizji Junior. Spośród tysiąca nadesłanych piosenek wybrano tylko osiem których wystąpi w finale preselekcji. W finale preselekcji wystąpili: Kevin Körber  („När hoppet tar slut”), Felix Laurent  („Jag trodde på oss”), Julia Kedhammar  („Du är inte ensam”), Paulina Pancenkov  („Jag saknar dig så”), Skyscraper  („Här är vi nu”), Tove Burman  („Rebell”), Vilma Larsson  („Stilla”), Ella Rammelt  („Oslagbara”). O wynikach decydowało jury w składzie: Christer Björkman, Malin Olsson oraz Carolina Norén.
Finał selekcji wygrała Julia Kedhammar z utworem „Du är inte ensam”. 15 listopada 2014 roku odbył się finał konkursu, Julia wystąpiła siódma w kolejności startowej i zajęła 13. miejsce zdobywszy 28 punktów, w tym 3 punkty od widzów (16. miejsce), oraz 39 punktów od jury (12. miejsce). 18 listopada 2014 ujawniono, że oglądalność finału konkursu w Szwecji wyniosła 160 tys. widzów.

### Konkurs Piosenki Eurowizji Junior 2015–2024: Brak udziału
29 czerwca 2015 szwedzki nadawca SVT ogłosił, że Szwecja weźmie rok przerwy i nie będzie uczestniczyć w 13. Konkursie Piosenki Eurowizji Junior.
Z udziału telewizja zrezygnowała również w latach 2016, 2017 i 2018 oraz 2019 nie podając przy tym dokładnego powodu swojej decyzji.
15 stycznia 2020 roku kierownik dziecięcego kanału Sveriges Television (SVT), Safa Safiyari poinformował, że od 2014 roku powrót Szwecji jest rozpatrywany co dwa lata, jednak ponownie kraj nie powróci w 2020 roku ponieważ w planie stacji nie ma na to miejsca. Nadawca nie wykluczył udziału w przyszłości.
21 grudnia 2021 media ujawniły, że szwedzki nadawca rozważał wysłanie delegacji na konkurs w 2021, aby obserwować postępujące zmiany w formacie, a następnie rozważyć powrót w 2022, jednak nie wiadomo czy finalnie telewizja się na to zdecydowała. 2 czerwca 2022 pomimo spekulacji szwedzki nadawca ogłosił, że nie weźmie udziału w 20. Konkursie Piosenki Eurowizji Junior nie podając przy tym powodu swojej decyzji.

## Uczestnictwo
Szwecja uczestniczyła w Konkursie Piosenki Eurowizji Junior w latach 2003–2014 z roczną przerwą w 2008. Poniższa tabela uwzględnia nazwiska wszystkich szwedzkich reprezentantów, tytuły konkursowych piosenek i języki w których były śpiewane oraz wyniki w poszczególnych latach
| Rok                        | Artysta                | Piosenka                   | Język               | Miejsce | Punkty |
| -------------------------- | ---------------------- | -------------------------- | ------------------- | ------- | ------ |
| 2003                       | The Honeypies          | „Stoppa Mig”               | szwedzki            | 15      | 12     |
| 2004                       | Limelights             | „Varför Jag”               | szwedzki            | 15      | 8      |
| 2005                       | M+                     | „Gränslös Kärlek”          | szwedzki            | 15      | 22     |
| 2006                       | Molly Sandén           | „Det Finaste Någon Kan Få” | szwedzki            | 3       | 116    |
| 2007                       | Frida Sandén           | „Nu Eller Aldrig”          | szwedzki            | 8       | 83     |
| Brak reprezentanta w 2008  |                        |                            |                     |         |        |
| 2009                       | Mimmi Sandén           | „DU”                       | szwedzki            | 6       | 68     |
| 2010                       | Josefine Ridell        | „Allt jag vill ha”         | szwedzki            | 11      | 48     |
| 2011                       | Erik Rapp              | „Faller”                   | szwedzki            | 9       | 57     |
| 2012                       | Lova Sönnerbo          | „Mitt mod”                 | szwedzki            | 6       | 70     |
| 2013                       | Elias Elffors Elfström | „Det är dit vi ska”        | szwedzki            | 9       | 46     |
| 2014                       | Julia Kedhammar        | „Du är inte ensam”         | szwedzki, angielski | 13      | 28     |
| Brak reprezentanta od 2015 |                        |                            |                     |         |        |

Legenda:
     1 miejsce
     2 miejsce
     3 miejsce

## Historia głosowania w finale (2003–2014)
Poniższe tabele pokazują, którym krajom Szwecja przyznawała w finale konkursu punkty oraz od których państw polscy reprezentanci otrzymywali noty.
| Lp. | Kraj     | Punkty |
| --- | -------- | ------ |
| 1   | Holandia | 74     |
| 2   | Rosja    | 63     |
| 3   | Armenia  | 58     |
| 4   | Białoruś | 45     |
| 5   | Belgia   | 36     |

| Lp. | Kraj     | Punkty |
| --- | -------- | ------ |
| 1   | Holandia | 51     |
| 2   | Belgia   | 46     |
| 3   | Białoruś | 35     |
| 4   | Rosja    | 31     |
| 5   | Ukraina  | 30     |

## Komentatorzy i sekretarze
Spis poniżej przedstawia wszystkich szwedzkich komentatorów konkursu oraz krajowych sekretarzy podających punkty w finale.
| Komentatorzy i sekretarze ze Szwecji               | Komentatorzy i sekretarze ze Szwecji | Komentatorzy i sekretarze ze Szwecji | Komentatorzy i sekretarze ze Szwecji |
| Rok                                                | Komentator                           | Sekretarz                            | Kanał telewizyjny                    |
| -------------------------------------------------- | ------------------------------------ | ------------------------------------ | ------------------------------------ |
| 2003                                               | Victoria Dyring                      | Siri Lindgren                        | SVT1                                 |
| 2004                                               | Pekka Heino                          | Vännerna Queenie                     | SVT1                                 |
| 2005                                               | Josefine Sundström                   | Halahen Zajden                       | SVT1                                 |
| 2006                                               | Adam Alsing                          | Amy Diamond                          | TV4                                  |
| 2007                                               | Adam Alsing                          | Molly Sandén                         | TV4                                  |
| Brak reprezentanta i transmisji w 2008             |                                      |                                      |                                      |
| 2009                                               | Johanna Karlsson                     | Elise Mattison                       | TV4                                  |
| 2010                                               | Edward af Sillén, Malin Olsson       | Robin Ridell                         | SVT24                                |
| 2011                                               | Edward af Sillén, Ylva Hällen        | Ina-Jane von Herff                   | SVT Barnkanalen                      |
| 2012                                               | Edward af Sillén, Ylva Hällen        | Leya Gullström                       | SVT Barnkanalen                      |
| 2013                                               | Edward af Sillén, Ylva Hällen        | Lova Sönnerbo                        | SVT Barnkanalen                      |
| 2014                                               | Edward af Sillén, Ylva Hällen        | Elias Elffors Elfström               | SVT Barnkanalen                      |
| Brak reprezentanta i transmisji w latach 2015–2023 |                                      |                                      |                                      |